# Iona (nave da crociera)
Iona è una nave da crociera della compagnia P&O Cruises.
Costruita presso il cantiere navale Meyer Werft di Papenburg, in Germania, è la terza nave della classe Excellence a prendere il mare dopo AIDAnova unità capofila e Costa Smeralda, già in servizio. 
La nave ha lasciato il cantiere nel marzo 2020 ed è stata consegnata a Bremerhaven in ottobre.

## Navi gemelle
Iona è parte della classe Excellence, categoria di navi da crociera progettata per il gruppo crocieristico Carnival Corporation & plc per i suoi marchi, ed è la prima nave di questa tipologia costruita per Carnival Cruise Line.
| Nome                 | Sottoclasse   | Armatore             | Stazza (GT) |
| -------------------- | ------------- | -------------------- | ----------- |
| AIDAnova             | classe Helios | AIDA Cruises         | 183 900     |
| Costa Smeralda       | Smeralda      | Costa Crociere       | 185 010     |
| Mardi Gras           | classe XL     | Carnival Cruise Line | 183 900     |
| Costa Toscana        | Smeralda      | Costa Crociere       | 185 010     |
| AIDAcosma            | classe Helios | AIDA Cruises         | 183 900     |
| Carnival Celebration | classe XL     | Carnival Cruise Line | 181 808     |